# Катастрофа ATR 72 в аэропорту Пэнху
Катастрофа ATR 72 под Магуном — авиационная катастрофа, произошедшая вечером 23 июля 2014 года. Авиалайнер ATR 72-212A авиакомпании TransAsia Airways выполнял внутренний рейс GE222 по маршруту Гаосюн—Магун, но во время захода на посадку рухнул на деревню Ксикси в 800 метрах от аэропорта Магуна и разрушился. Из находившихся на его борту 58 человек (54 пассажира и 4 члена экипажа) погибли 48, остальные 10 выжили, получив ранения. Также ранения получили 5 человек на земле.

## Самолёт
ATR 72-212A (регистрационный номер B-22810, серийный 642) был выпущен в 2000 году (первый полёт совершил 14 июня под тестовым б/н F-WWED). 8 июля того же года был зарегистрирован в компании-производителе (борт F-WQMF), а через 3 дня был куплен авиакомпанией TransAsia Airways, где получил б/н B-22810. Вместимость салона составляла 72 места экономкласса (конфигурация Y72). Оснащён двумя турбовинтовыми двигателями Pratt & Whitney Canada PW127F. На день катастрофы совершил 40 387 циклов «взлёт-посадка» и налетал 27 039 часов.

## Экипаж и пассажиры
Самолётом управлял опытный экипаж, состав которого был таким:
- Командир воздушного судна (КВС) — 60-летний Ли Илян (англ. Lee Yi-liang, кит. 李一亮). Пилот-ветеран, проработал в авиакомпании TransAsia Airways 22 года и 23 дня (с 1 июля 1992 года). В должности командира ATR 42/72 — с 12 октября 1995 года (до этого управлял им в качестве второго пилота). Налетал 22 994 часа 29 минут, 19 069 часов 56 минут из них на ATR 42/72.
- Второй пилот — 39-летний Цзян Гуаньсин (англ. Chiang Kuan-hsing, кит. 蒋宽兴). Опытный пилот, проработал в авиакомпании TransAsia Airways 3 года и 23 дня (с 1 июля 2011 года). Налетал 2392 часа 55 минут, 2083 часа 55 минут из них на ATR 42/72.

В салоне самолёта работали две стюардессы.
| Гражданство          | Пассажиры | Экипаж | Всего |
| -------------------- | --------- | ------ | ----- |
| Китайская Республика | 52        | 4      | 56    |
| Франция              | 2         | 0      | 2     |
| Всего                | 54        | 4      | 58    |

## Хронология событий

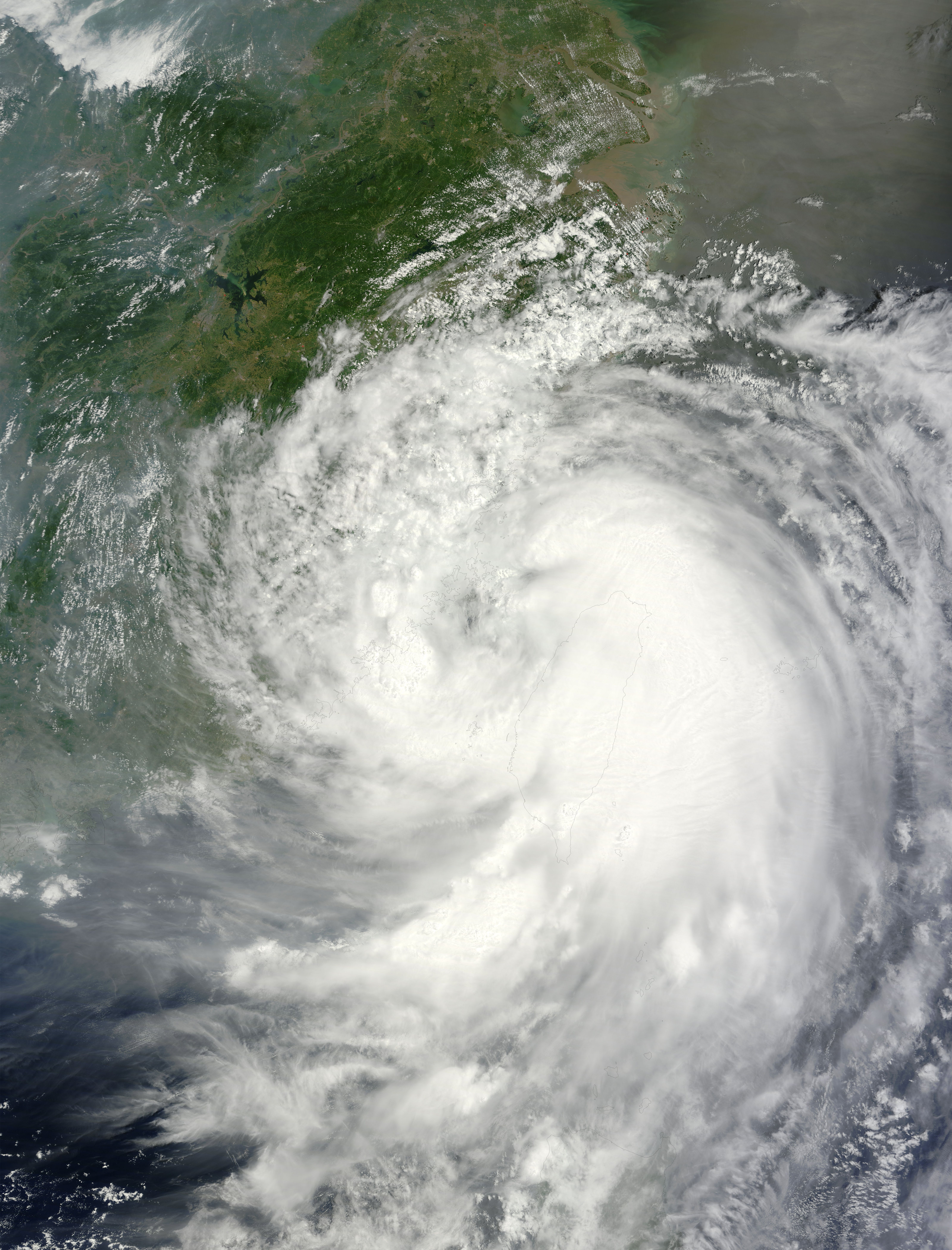
Тайфун «Матмо»

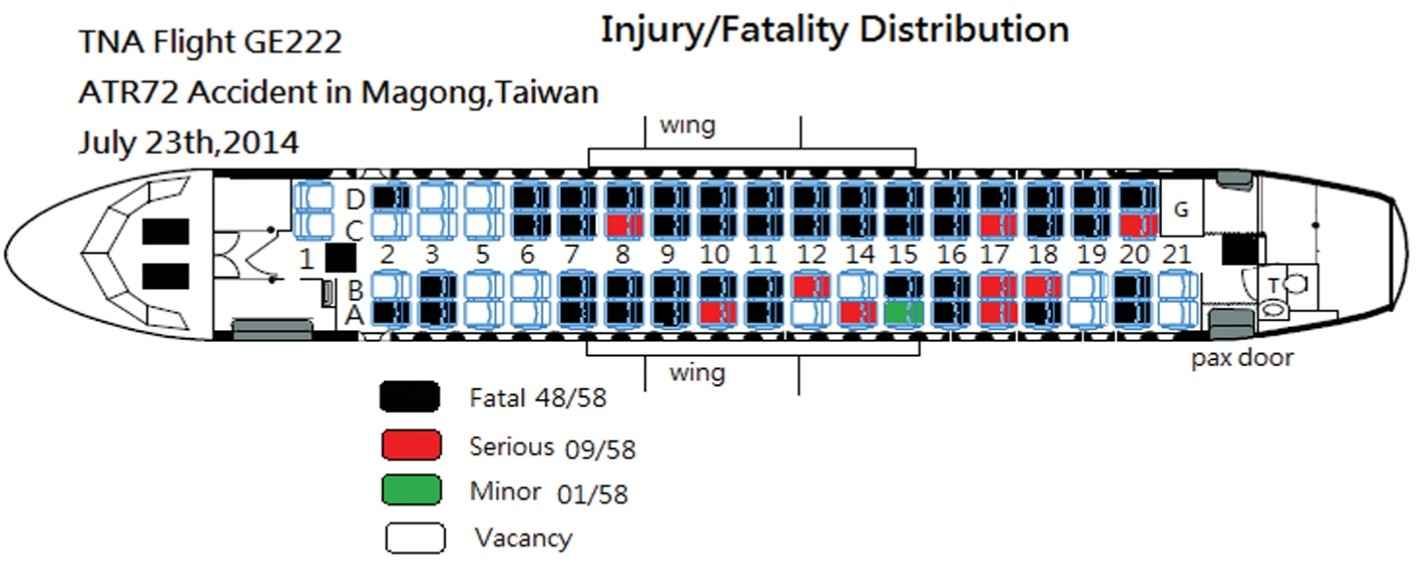
Диаграмма травм пассажиров рейса 222 (ASC) в зависимости от их местонахождения

Рейс GE222 должен был вылететь из Гаосюна в 16:00 NST, но вылет рейса был задержан из-за плохой погоды и в итоге он вылетел в 17:43 NST в западном направлении, после чего следовал на север к аэропорту Магуна на высоте 2130 метров над средним уровнем моря. Самолётом управлял командир.
Полёт прошёл без происшествий. Погода в аэропорту Магуна была ненастной — тайфун «Матмо» находился в это время примерно в 263 километрах к северо-северо-западу от аэропорта Магуна и двигался на северо-запад. Предупреждение о тайфуне в аэропорту Магуна было объявлено в 17:40. Согласно обычному метеорологическому отчету аэродрома (METAR) для аэропорта Магуна на 18:00, ветер 220° при скорости 31 км/ч с порывами до 50 км/ч с видимостью 800 метров в тяжелых условиях (гроза с дождём). Охват облаков был рассеян на высоте 61 метр, разбит на высоте 182 метров с небольшим кучево-дождевым облаком на высоте 365 метров и облачным на высоте 487 метров.
Аэропорт Магуна имел одну взлётно-посадочную полосу № 02/20, ориентированную на северо-северо-восток и юго-юго-запад. Она была оборудована системой посадки по приборам (ILS) №7. Ограничение видимости посадки на ВПП №02 составляло 800 метров. ВПП №20 была оснащена неточной системой захода на посадку VOR с ограничением видимости при посадке 1600 метров. Учитывая направление ветра, рейс 222 садился на ВПП №20. Авиадиспетчер (Гаосюн-подход) сообщил пилотам GE222, что погодные условия в аэропорту Магуна ниже минимума посадки и поручил уйти в режим ожидания до улучшения погодных условий. Когда лайнер приблизился к острову Пэнху, ATC обнаружил его на радаре. В 18:11:17 рейс 222 вошёл в режим ожидания с ещё тремя другими самолётами.
В 18:55 рейсу GE222 было дано разрешение на заход на посадку по VOR на ВПП №20 с высоты примерно 914 метров, когда он находился примерно в 46 километрах к северо-востоку от аэропорта Магуна. Самолёт снизился и поддерживал высоту 609 метров. В 19:02:50 рейс 222 начал заходить на посадку в Магуне на высоте 609 метров, но пилоты установили назначенную высоту на 91 метр (ниже минимальной высоты снижения 100 метров).
В 19:05:12, через 3 секунды после того, как был объявлен «автоматический вызов на 152 метра», КВС сказал: Триста (лайнер в это время проходил высоту 137 метров, а затем снизился до 91 метра). В 19:05:25, когда рейс 222 снизился до 104 метров, командир заявил: …двести. Выбранная высота была сброшена до 60 метров; самолёт продолжал снижение. Когда самолёт снизился до 75 метров, второй пилот сказал: Мы доберёмся до нуля в двух милях. В 19:05:44, на высоте 66 метров, КВС отключил автопилот и через 4 секунды сказал: Поддерживать двести. Затем в течение следующих 10 секунд самолёт поддерживал высоту примерно между 51 и 58 метрами. Видимость была плохой, что мешало пилотам видеть взлётную полосу №20.
В 19:05:57 второй пилот спросил командира: Вы видели взлётно-посадочную полосу?, и почти в то же время экипаж отключил автопилот и демпфер рыскания. Затем пилоты 13 секунд пытались найти ВПП, не зная, что лайнер отклонился влево и продолжал снижение (при этом между пилотами не было разговоров о том, что самолёт отклонился от курса). К тому времени, когда пилоты решили прервать посадку и уйти на второй круг, лайнер находился на высоте 21 метра и столкновение с землёй было уже неизбежным. В 19:06:13 NST рейс GE222 срезал верхушки деревьев на несколько метров, затем вылетел из леса в деревню Ксикси, разрушил в ней несколько домов, рухнул на землю и загорелся. От удара о землю лайнер потерял правое крыло и хвостовое оперение вместе с вертикальным стабилизатором, также была полностью разрушена центральная часть фюзеляжа в районе крыльев.
В катастрофе погибли 48 человек на борту рейса 222 — все 4 члена экипажа и 44 пассажира; остальные 10 пассажиров выжили, получив ранения. На земле никто не погиб, но 5 человек были ранены.

## Расследование
Расследование причин катастрофы рейса GE222 проводил Совет по авиационной безопасности (ASC).
Окончательный отчёт расследования был опубликован в январе 2016 года.

Происшествие произошло в результате контролируемого полёта на местности, то есть самолёт, находящийся под контролем экипажа, непреднамеренно вылетел на поверхность с ограниченной осведомлённостью экипажа о близости самолёта к земле. Экипаж продолжал заход на посадку ниже минимальной высоты снижения (MDA), когда они не были визуально знакомы с обстановкой на ВПП, что противоречит стандартным рабочим процедурам. В отчёте о расследовании был выявлен ряд факторов, способствующих и других факторов безопасности, связанных с лётным экипажем воздушного судна, полётными операциями TransAsia и процессами управления безопасностью полётов, передачей лётному экипажу информации о погоде, вопросами координации в гражданском / военном аэропорту совместного использования, и регулирующий надзор за TransAsia со стороны Управления гражданской авиации (CAA).
Оригинальный текст (англ.)The occurrence was the result of controlled flight into terrain, that is, an airworthy aircraft under the control of the flight crew was flown unintentionally into terrain with limited awareness by the crew of the aircraft’s proximity to terrain. The crew continued the approach below the minimum descent altitude (MDA) when they were not visual with the runway environment contrary to standard operating procedures. The investigation report identified a range of contributing and other safety factors relating to the flight crew of the aircraft, TransAsia's flight operations and safety management processes, the communication of weather information to the flight crew, coordination issues at civil/military joint-use airport, and the regulatory oversight of TransAsia by the Civil Aeronautics Administration (CAA).

Согласно отчёту, рейс GE222 столкнулся с землёй в управляемом полёте. Пилоты имели ограниченную осведомленность о близости лайнера к земле и продолжали заход на посадку ниже минимальной высоты снижения, даже когда они не видели ВПП в поле зрения. Кроме того, КВС заходил на посадку, не соблюдая (и полностью игнорируя) процедуры и правила; такой тип опасного отношения пилотов кабинного экипажа характеризуется как «анти-авторитет» (англ. «Anti-Authority»).

## Культурные аспекты
Катастрофа рейса 222 TransAsia Airways показана в 18 сезоне канадского документального телесериала Расследования авиакатастроф в серии С ума сойти.